# Людвіг Мюллер (футболіст)
Людвіг Мюллер (нім. Ludwig Müller, 25 серпня 1941, Гасфурт — 24 червня 2021, там само) — німецький футболіст, що грав на позиції захисника, півзахисника за клуби «Нюрнберг», «Боруссія» (Менхенгладбах) та «Герта», а також національну збірну Німеччини.
Триразовий чемпіон Німеччини.

## Клубна кар'єра
У дорослому футболі дебютував 1964 року виступами за команду клубу «Нюрнберг», в якій провів п'ять сезонів, взявши участь у 136 матчах чемпіонату.  Більшість часу, проведеного у складі «Нюрнберга», був основним гравцем команди. За цей час виборов титул чемпіона Німеччини.
Своєю грою за цю команду привернув увагу представників тренерського штабу клубу «Боруссія» (Менхенгладбах), до складу якого приєднався 1969 року. Відіграв за менхенгладбаський клуб наступні три сезони своєї ігрової кар'єри. Граючи у складі «Боруссії» також здебільшого виходив на поле в основному складі команди. За цей час додав до переліку своїх трофеїв ще два титули чемпіона Німеччини.
1972 року перейшов до берлінської «Герти», за яку відіграв три сезони. Тренерським штабом нового клубу також розглядався як гравець «основи». Завершив професійну кар'єру футболіста виступами за команду «Герта» (Берлін) у 1975 році.

## Виступи за збірну
1968 року дебютував в офіційних матчах у складі національної збірної Німеччини. Протягом кар'єри у національній команді, яка тривала 2 роки, провів у формі головної команди країни 6 матчів.

## Титули і досягнення
- Чемпіон Німеччини (3):

«Нюрнберг»: 1967-1968
«Боруссія» (Менхенгладбах): 1969-1970, 1970-1971